# Dmitrij Pożydajew
Dmitrij Pietrowicz Pożydajew (ros. Дмитрий Петрович Пожидаев, ur. 1913, zm. 1989) – radziecki dyplomata.
Członek WKP(b), od 1939 pracował w Ludowym Komisariacie Spraw Zagranicznych ZSRR, 1944-1946 pomocnik zastępcy ludowego komisarza spraw zagranicznych ZSRR. 1946-1948 zastępca kierownika Wydziału I Europejskiego Ministerstwa Spraw Zagranicznych ZSRR, 1948-1953 radca Ambasady ZSRR w Belgii, 1955-1956 radca Ambasady ZSRR we Włoszech, 1956-1957 poseł-radca Ambasady ZSRR we Włoszech. Od 7 września 1957 do 11 października 1958 ambasador nadzwyczajny i pełnomocny ZSRR w Szwajcarii, od 11 października 1958 do 20 lipca 1962 ambasador nadzwyczajny i pełnomocny ZSRR w Maroku, od lipca 1962 do maja 1965 kierownik Wydziału I Afrykańskiego MSZ ZSRR. Od 16 czerwca 1965 do 29 sierpnia 1967 ambasador nadzwyczajny i pełnomocny ZSRR w ZRA, od 10 lipca 1974 do 28 stycznia 1980 ambasador nadzwyczajny i pełnomocny ZSRR w Burundi.